# بران (نهم)

تعديل مصدري - تعديل

بران هي إحدى قرى عزلة عيال غفير بمديرية نهم التابعة لمحافظة صنعاء، بلغ تعداد سكانها 1635 نسمة حسب تعداد اليمن لعام 2004.